# Arthur Cunningham
Arthur Cunningham (* 11. November 1928 in Piermont, New York; † 31. März 1997 in Nyack, New York) war ein US-amerikanischer Komponist.
Cunningham war von früh auf sowohl mit Jazz als auch klassischer Musik vertraut. Er studierte an der Metropolitan Music School in New York klassische Komposition bei Wallingford Riegger und Jazzklavier bei Teddy Wilson und John Mehegan. An der Fisk University studierte er klassisches Klavier bei William Duncan Allen sowie Musiktheorie und Komposition bei John Work. Er setzte seine Ausbildung an der Juilliard School of Music bei Peter Mennin, Peter Wilhousky, Margaret Hillis, Norman Lloyd und Henry Brant und am Columbia Teachers College bei Murphy Church fort.
Er diente bei den US Army Special Services und war dann Kontrabassist beim Suburban Symphony Orchestra in Rockland County. Er wirkte als musikalischer Leiter bei Sommertheateraufführungen und leitete 1964 das Rockland County Playhouse. Sein Durchbruch als Komponist kam mit dem Orchesterstück Concentrics, einem Auftragswerk für Benjamin Steinberg und die Symphony of the New World, das 1969 im Lincoln Center uraufgeführt wurde. Er komponierte Bühnenwerke wie The Beauty Part und Violetta und Songs wie This Love is True Love. Daneben war er als Jazzpianist sowie Gesangs- und Musiklehrer tätig.

## Werke
- Adagio für Oboe und Streichorchester, 1954
- Amen für gemischten Chor, 1962
- Amen, Amen für gemischten Chor, 1965
- Ballet für Jazz- und Streichquartett, 1968
- Basis für vier Kontrabässe, 1968
- Beginner's piano book, 1964
- By this dying für Flöte und Cello
- Concentrics für Kammerorchester, 1968
- The cossack für gemischten Chor, 1964
- Covenant für Cello und Kontrabass, 1972
- Dialogues für Klavier und Orchester, 1966
- Dim du mim für Oboe und Kammerorchester, 1969
- Eclatette für Cello, 1969
- Engrams für Klavier, 1969
- Four shadows für Klavier, 1950
- Fragment für Blechbläser und Perkussion, 1968
- From where I stand für gemischten Chor, 1964
- Fruitful trees more fruitful are für dreistimmigen Chor (Text von George Herbert), 1965
- The ginger man für vierstimmigen Männerchor, 1964
- 2 Haitian play dances für zwei Klaviere, 1951
- Harlem suite, 1972
- He met her at the Dolphin; Holiday für Chor und Klavier, 1963
- His natural grace, Oper, 1969
- House by the sea, Oper, 1966
- Hymn of our Lord at the Last Supper für gemischten Chor, 1962
- I am an American für gemischten Chor
- In the year seventeen für gemischten Chor
- 2 Inventions für zwei Kontrabässe, 1952
- Into my heart für gemischten Chor, 1964
- Jabberwocky für hohe Stimme und Klavier (Text von Lewis Carroll), 1960
- Jill Ellen für Gitarre, Violine, Viola und Cello, 1975
- Jubilee songs, 1972
- The leaden eyed für hohe Stimme und Klavier (Text von Vachel Lindsay), 1956
- Let the day begin, 1964
- Lights across the Hudson für Orchester
- Litany for the flower children für gemischten Chor und Orchester, 1972
- The loveliest of trees für gemischten Chor (Text von A. E. Housman), 1964
- Lovey lovey, Minioper, 1968
- Minakesh für Cello und Streichorchester, 1969
- Moons of Mars suite, 1968
- Night lights für Orchester, 1955
- Night song für gemischten Chor und Orchester, 1973
- Octet für Perkussion, 1968
- Omnus für Streichorchester, 1968
- Organ prelude and hymn on Lead us still and guide us, 1965
- Ostrich feathers, musikalisches Spiel für Kinder (Text von Barbara Brenner), 1964
- Pale moons rise für gemischten Chor, 1955
- Patsy Patch and Susan's dream, musikalische Komödie für kleine Kinder, 1963
- Perimeters für Flöte, Klarinette, Vibraphon und Kontrabass, 1965
- 60 Piano pieces, 1966
- The prince für mittlere Stimme und Orchester, 1971
- Prometheus für Kontrabass oder Klavier und Orchester, 1967
- Ring out, wild bells für gemischten Chor (Text von Alfred Lord Tennyson), 1965
- Septet für Holzbläser, 1968
- Serenade für Cello und Klavier, 1965
- Sing, children, sing für gemischten Chor, 1964
- Song of songs für hoge Stimme und Klavier (Text von Wilfred Owen), 1951
- Songs for A midsummer night's dream für hohe Stimme und Klavier, 1967
- Sugarhill für Cello, zwei Kontrabässe und Klavier, 1969
- Sun bird für tiefe Stimme, Gitarre und Orchester, 1974
- Sunday stone für gemischten Chor und Klavier oder Orgel
- Theatre piece für Orchester, 1966
- Then the cricket sings für gemischten Chor, 1964
- This by dying für Flöte und Cello, 1968
- Trio für Flöte, Fagott und Viola, 1952
- Trio für Violine, Viola und Cello, 1968
- Trinities für Cello und zwei Kontrabässe, 1968
- Turning of the babies in the bed für mittlere Stimme und Klavier (Text von Paul Laurence Dunbar), 1951
- Violet and phospher, 1964
- Violetta, Oper, 1963
- The Walton statement für Kontrabass und Orchester, 1972
- The west wind für gemischten Chor (Text von John Masefield), 1962
- When I was one and twenty für gemischten Chor, 1963
- With rue my heart is laden für gemischten Chor, 1964